# Eddie Salcedo
Eddie Salcedo (* 1. Oktober 2001 in Genua) ist ein italienisch-kolumbianischer Fußballspieler.

## Karriere

### Verein
Salcedo stammt aus der Jugendakademie vom CFC Genua. Am 20. August 2017, im Alter von 15 Jahren, debütierte er für die erste Mannschaft von CFC Genua beim 0:0-Heimspiel gegen US Sassuolo Calcio in der Serie A, als er in der 81. Spielminute für Andrej Galabinow eingewechselt wurde. Insgesamt wurde er in zwei Spielen in der Serie A eingesetzt, spielte 24 Spiele (sechs Tore) in der U19-Liga.
Am 16. Juli 2018 wechselte Salcedo per Leihe für eine Saison zu Inter Mailand mit Kaufoption. Er spielte mit der U19-Mannschaft von Inter in der Primavera 1 (25 Spiele; zwölf Tore) und der UEFA Youth League. Im U19-Pokal erreichte er mit seiner Mannschaft das Halbfinale, scheiterte im Finale der U19-Supercoppa und erreichte in der Finalrunde der Liga mit seiner Mannschaft das Finale, scheiterte aber auch dort. Am 19. Juni 2019 wechselte er für acht Millionen Euro dauerhaft zu Inter. Im Sommer 2019 wechselte er per Leihe zum Aufsteiger Hellas Verona. Am 3. November 2019 erzielte er sein erstes Tor in der Serie A beim 2:1-Heimsieg gegen Brescia Calcio. In der Saison 2019/20 kam er auf 17 Einsätze in der Serie A und traf einmal. Die Leihe wurde für eine weitere Saison verlängert. In der zweiten Saison für Verona kam er auf 21 Einsätze (zwei Tore) in der Serie A und zwei Einsätze (ein Tor) in der Coppa Italia. 2021 wurde er zudem für den Golden Boy nominiert.

### Nationalmannschaft
Mit der italienischen U19-Nationalmannschaft nahm er an der U-19-Europameisterschaft 2019 teil, schied dort aber mit der Mannschaft als Gruppendritter aus. Er spielte alle drei Spiele der Gruppenphase.
Am 3. September 2020 gab er für die italienische U21-Nationalmannschaft in einem Freundschaftsspiel beim 2:1-Sieg gegen Slowenien sein Debüt, als er in der 46. Spielminute für Sebastiano Esposito eingewechselt wurde.